# Тихама
Тихама (на арабски: ‏تهامة) е приморска пустинна равнина в югозападната част на Арабския полуостров. Простира се на повече от 1000 km по крайбрежието на Червено море и Аденския залив на Арабско море на териториите на Саудитска Арабия и Йемен. Ширина от няколко km до 70 – 80 km. (Според други източници на повече от 2000 km от залива Акаба на север до протока Баб ел-Мандеб на юг.). Повърхността ѝ е наклонена на запад, с редки остатъчни основни скали, стърчащи над рохкавите наслаги. Преобладават пясъчните и пясъчно-глинестите пустини, на места пресечени от коритата на временни реки (уади). Има плитко залягащи грунтови води, срещат се и солончаци. Тихама е една от най-горещите и сухи пустини на земното кълбо. Средна януарска температура до 24°С, средна юлска – до 31°С, годишна сума на валежите под 100 mm. В редките оазиси вирее акация, тамариск и халофити. В пределите на пустинната низина са разположени градовете Джида (в Саудитска Арабия), Ходейда, Моха и Аден (в Йемен).